# Làng Melsztyn
Melsztyn - một ngôi làng ở Ba Lan nằm ở Malopolskie Ba Lan, ở Tarnów poviat, thuộc đô thị của Zakliczyn.

## Lịch sử
Trên ngọn đồi nơi hiện đang có tàn tích của lâu đài, có một thành trì Spytka từ Melsztyn, anh hùng ngoại truyện của Hiệp sĩ Teutonic. Tên của ngôi làng có nguồn gốc từ Đức (từ Mehlstein - một cối xay).
Lâu đài được thành lập vào thế kỷ XIV và bị đốt cháy vào năm 1771 trong cuộc đấu tranh của Liên minh Bar với quân đội Nga. Từ các bức tường của lâu đài có thể nhìn thấy  Dunajec và Zakliczyn, nằm cách đó 3 km, và ngôi làng của vùng nhiệt đới, có thể nhìn thấy ở phía đông nam. Ở phía nam của lâu đài đã từng có những cây trồng như nho được trồng bởi Lanckoronski.
Cháu Spicimira, chủ sở hữu của lâu đài, là Spytko II, người ở tuổi 18 là người cai quản thành trì Krakow, sau đó từ Wladyslaw Jagiello trao tặng danh hiệu của người quản lý Podola (chết vào ngày 12 hoặc 16  Tháng Tám năm 1399, trong cuộc chiến Tartar với Vorskla). Con trai của ông Jan và Spytko III là đối thủ chính trị của Zbigniew Oleśnicki. Spytko, castellan của Będzin, ông cũng là chủ sở hữu của, trong số những người khác lâu đài ở Rabsztyn. Anh ta đã bị giết trong một trận chiến với quân đội của Đức cha Zbigniew Oleśnicki tại Grotniki năm 1439, nơi anh ta bị đuổi đi với cơ thể trần truồng của mình, nằm ba ngày trên chiến trường, và những người ủng hộ anh ta bị chặt đầu không thương tiếc.
Chủ sở hữu tiếp theo của Melsztyn là Jordanów, Zborowski cùng với Sobków, Tarłów và Lanckorońscy cho đến thế kỷ XIX. Ngôi làng thuộc vùng đất Melsztyn, nằm trong vùng Sądecki của tỉnh Kraków thuộc thế kỷ XVII của S castcz castellan, Zygmunt Tarło.. 10 km về phía tây của Melsztyn là lâu đài ở Czchów và lâu đài Tropsztyn.
Melody đến từ Jadwiga (từ Leżenice) Melsztyńska-Pilecka, mẹ đỡ đầu của vua Władysław II Jagiełło.
Trong những năm 1975-1998, thị trấn nằm ở tỉnh Tarnów.

## Tự nhiên
Ở Melsztyn, bên đường tỉnh số 980, có một cây dương đen ấn tượng, hoành tráng. Đó là một cây có thân thường, hơi cong, với chu vi 780 cm và chiều cao 35 m (năm 2013) .